# Amadeus VI av Savojen
Amadeus VI av Savojen, född 1334, död 1383, var regerande greve av Savojen från 1343 till 1384.